# Bener (Wiradesa)
Bener is een bestuurslaag in het regentschap Pekalongan van de provincie Midden-Java, Indonesië. Bener telt 4783 inwoners (volkstelling 2010).